# Георги Авгарски
Георги Иванов Авгарски, е български писател и поет, автор на детска литература.

## Биография
Роден е във врачанското село Караш. Остава рано без майка и е принуден да работи, за да може да се изучи за обущар във вечерно занаятчийско училище в София.
Негов учител по литература е писателят Стилиян Чилингиров, който го насърчава да пише стихове. По-късно Авгарски посещава вечерна гимназия и завършва българска филология в Софийския университет.
Публикува свои стихове за възрастни във вестници и списания като „Заря“, „Горчив смях“, „Щурмовак“, „Литературен фронт“ и други. Детска поезия печата във вестник „Септемврийче“, списание „Пламъче“, „Чавдарче“, „Дружинка“. Работи като редактор във в. „Септемврийче“ и в детско-юношеския отдел на Радио „София“.
Умира на 18 юни 1991 г.

## Творчество
Георги Авгарски е автор на около тридесет книги със стихове, поеми, приказки, разкази, очерци, басни, сред които особено място заемат стихосбирките му:
- 1956 – „Гора-закрилница“
- 1959 – „Дядо и внуче“
- 1966 – „Весела мозайка“
- 1971 – „Жерав ясноок“
- 1976 – „Свирка раздумка“
- 1976 – „За вас са моите песни“
- 1986 – „Тръба тръби“
- 1987 – „Лъчезарно детство“